# Coordinadora de Frentes de Liberación Homosexual del Estado Español
La Coordinadora de Frentes de Liberación Homosexual del Estado Español (COFLHEE) fue la primera agrupación española que reunía a organizaciones de defensa de los derechos LGBT en el país. Entre sus principales hitos está la organización de la primera marcha del orgullo LGBT en Madrid y la presentación de propuestas de ley contra la discriminación por orientación sexual.

## Historia
La COFLHEE fue constituida oficialmente el 8 de junio de 1977, contando con sus primeros integrantes a Euskal Herriko Gay Askapen Mugimendua (EHGAM), el Front d'Alliberament Gai de Catalunya (FAGC), el Frente Homosexual de Acción Revolucionaria (FHAR), el Movimiento Democrático de Homosexuales (MDH) y la Agrupación Mercurio. Entre sus primeros organizadores estuvo Armand de Fluviá. La agrupación —a la que en enero de 1978 ya se habían sumado el Frente de Liberación Homosexual de Castilla (FLHOC), la Coordinadora de Col·lectius per l'Alliberament Gai (CCAG) y el Movimiento Homosexual de Acción Revolucionaria de Andalucía (MHAR), y al mes siguiente se incorporaron el Frente de Liberación Homosexual Galego (FLHG) y el Frente Revolucionario para la Liberación Sexual (FRLS) de Murcia— fue una de las organizadoras de la primera marcha del orgullo LGBT de Madrid, celebrada el 25 de junio de 1978.
En octubre de 1978, durante una reunión celebrada en Vigo, la COFLHEE acordó rechazar el proyecto de nueva Constitución que sería sometido a referéndum el 6 de diciembre, al considerar que no contemplaba «el derecho inalienable a la libre orientación sexual de la persona». En la misma ocasión fue presentada una plataforma conjunta que exigía, entre otros puntos, la amnistía para los encarcelados por aplicación de la legislación represiva en materias sexuales, la derogación de la Ley de Peligrosidad Social y la obligación de impartir información y educación sexual adecuada.
En 1986 fue creado el COGAM (Colectivo Gay de Madrid), que estuvo integrado dentro del COFLHEE y que buscaba prestar servicios de ayuda social a la vez que demandaba reformas políticas para garantizar derechos de la diversidad sexual.
El 3 de diciembre de 1988 la coordinadora presentó a los grupos parlamentarios representados en el Congreso de los Diputados un texto base para un proyecto de ley antidiscriminación, y que buscaba modificar el Código Penal, el Código de Justicia Militar, el Estatuto de los Trabajadores y la Ley de Arrendamientos Urbanos, entre otros. En la misma fecha se realizó una reunión de la COFLHEE en Madrid en donde se aprobó la inclusión de todos sus colectivos integrantes en la ILGA.
A partir de 1991 —con el retiro de la COGAM— y 1992 —con la fundación de la Federación Estatal de Lesbianas, Gais, Trans y Bisexuales (originalmente constituida como Federación Estatal de Gais y Lesbianas, FEGL)—, la COFLHEE inicia un periodo de disminución de su actividad.